# Eunos
Eunos – naziemna stacja Mass Rapid Transit (MRT) w Singapurze, która jest częścią East West Line. Położona jest tuż obok Eunos Bus Interchange.